# Ławeczka Władysława Biegańskiego w Częstochowie
Ławeczka Władysława Biegańskiego w Częstochowie – pomnik lekarza i społecznika Władysława Biegańskiego, został odsłonięty 23 czerwca 2008 w Alei Najświętszej Maryi Panny z okazji 150. rocznicy urodzin i 90. rocznicy śmierci Doktora.
Pomnik powstał z inicjatywy Częstochowskiego Towarzystwa Lekarskiego przy wsparciu Urzędu Miasta Częstochowy. Koszty realizacji pokryły w 67% władze Częstochowy i w 33% Towarzystwo Lekarskie. Ławeczkę odsłonili Prezydent Miasta Tadeusz Wrona i Prezes Częstochowskiego Towarzystwa Lekarskiego Beata Zawadowicz, w obecności Prezesa Polskiego Towarzystwa Lekarskiego Jerzego Woy-Wojciechowskiego. Ławeczkę ustawiono naprzeciwko miejsca, gdzie dawniej zlokalizowany był szpital miejski. Nieopodal umiejscowiona jest Biblioteka Publiczna im. dr. Władysława Biegańskiego.
Autorem pomnika jest rzeźbiarz krakowski Wojciech Pondel (ur. 1973). Rzeźba przedstawia postać siedzącego lekarza, obok niego na ławce leży książka i stetoskop.